# Aviation Week & Space Technology
『Aviation Week & Space Technology』は、1916年にアメリカ合衆国で創刊された航空宇宙専門誌。

## 概要
1916年8月に創刊された。一般向けに航空機を扱った雑誌としては最初期の雑誌だった。誌名は複数回の変遷を重ねており、1960年1月以降、現在の誌名になった。軍用機と民間機の双方を扱っており、アメリカや欧州の航空業界の潮流を克明に記す。